# Церетрий
Церетрий (? — 275 г. до н. э.) — один из лидеров галльского нашествия на Балканы, основатель кельтского царства во Фракии. Был убит в битве при Лисимахии в 277 г. до н. э.
Вместе с Бренном и Болгием был вождём одного из кельтских племен, вторгшихся на Балканский полуостров. В 281 году до н. э. по договоренности с Бренном Церетрий возглавил отряд в 20 тыс. воинов, который двинулся во Фракию. Здесь он одержал победы с разными племенами фракийцев и трибаллов.
В 280 г. до н. э. нанес поражение Одрисскому царству, захватив и разорив его столицу Севтополь. Вскоре был окончательно побежден и погиб одрисский царь Котис II.
В 279 году до н. э. на основной части побеждённого Одрисского царства Церетрий основал собственное государство, столицей которого избрал Тилис (где год спустя основал царскую резиденцию). В это время к его войску присоединились отряды Леоннория и Лутария, которые впоследствии переправились в Малую Азию, а также определённая часть потерпевших поражение в битве под Дельфами кельтов под руководством Комонтория. В своих походах Церетрий доходил до Византия, покорив земли южной Фракии, Геллеспонта, полуострова Халкидики. Византий согласился на уплату ежегодной дани в 80 талантов золота (2120 кг.)
Однако Церетрий не успел придать своему «государству» устойчивости, поскольку против него выступил македонский царь Антигон II Гонат. В 277 году до нашей эры. э. состоялась решающая битва при Лисимахии, в которой кельты потерпели поражение в результате устроенной противником засады. Церетрий погиб во время засады, но его наследник Комонторий сумел сохранить царство кельтов во Фракии.